# Snakecharmer
Snakecharmer (Schlangenbeschwörer) ist eine britische Hardrock-Supergroup, die unter anderem aus ehemaligen und aktuellen Mitgliedern der Bands Whitesnake, Wishbone Ash und Thunder besteht.
Die ehemaligen Whitesnake-Musiker Micky Moody (Gitarre) und Neil Murray (Bass) riefen Snakecharmer 2011 ins Leben. Sie gewannen Chris Ousey (Sänger der britischen Band Heartland), Laurie Wisefield (Gitarre; früher Wishbone Ash), Harry James (Schlagzeug; früher Thunder) und Adam Wakeman (Keyboards; früher Ozzy Osbourne) als Mitspieler. Die Band spielt klassischen melodischen Hardrock mit Blueseinflüssen. Ihr Debütalbum Snakecharmer erschien 2013.
2016 verließ Moody die Gruppe; er wurde durch den irischen Gitarristen Simon McBride (ab 2022 bei Deep Purple) ersetzt. 2017 kam mit Second Skin das zweite Album der Gruppe heraus.
2022 kam das 4-CD-Paket Anthology auf den Markt, das die beiden Studioalben sowie zwei Live-Konzerte aus den Jahren 2014 und 2015 enthält.